# Beto (cantante)
Albertino João Santos Pereira, conocido artísticamente como Beto, (Peniche, 28 de diciembre de 1967 – Caldas da Rainha, 23 de mayo de 2010) fue un cantante portugués, considerado uno de los mayores representantes de la canción melódica de su generación.

## Biografía
La afición de Beto por la canción fue muy temprana. A los 5 años, comenzó a cantar y, a los 17, fue a Torres Vedras donde pasó por diferentes grupos. En 1992, creó el grupo Tanimara, que se convirtió en una de las mejores bandas de covers de la época.
Em 1998 es invitado por el maestro José Marinho para representar Portugal en el Festival de la OTI 1998 en  Costa Rica, con el tema "Quem Espera (Desespera)", acabando en el tercer lugar. A partir de aquí, varios amigos de la profesión reconocieron su talento y le invitaron a que colaborase en sus discos (como es el caso de Rita Guerra y Paulo de Carvalho), en duetos o en centenares de conciertos (como fue el caso de Luís Represas y Paulo Gonzo). Em 2000 es invitado a grabar el disco "Desencontros"  junto a Rita Guerra, de gran éxito en toda Portugal.
En 2003, lanza su álbum de debut "Olhar em frente", que vende 13.000 copias en cuatro meses y consigue el Disco de Platina un año después, convirtiéndose en el disco más vendido de 2004. En 2005, lanza su segundo álbum "Influências", que también se convierte en disco de platino con 30-000 copias vendidas.
El 4 de mayo de 2010 hizo su última actuación en el Evento Solidariedade. Falleció la mañana del 23 de mayo de 2010, en un hotel de Caldas da Rainha, víctima de una apoplejía.

## Discografía
- 2000 - Desencontros (em dueto com Rita Guerra)
- 2003 - Olhar em Frente
- 2005 - Influências
- 2006 - Porto de Abrigo
- 2008 - Por Minha Conta e Risco
- 2009 - O Melhor de Beto
- 2012 - Memórias Esquecidas
- 2015 - Memórias
- 2017- Olhei para o céu

Recopilaciones
- 199* - Brincando Com O Fogo
- 1994 - Al You Need Is Love - "Love is" (com Rita Guerra)/ I'm Not In Love
- 1996 - In Love - Love is" (com Rita Guerra)
- 2004 - Queridas Feras (BSO) - "Brincando Com O Fogo"